# Петрана Ламбринова
Петрана Ламбринова е българска кино и оперетна актриса.

## Биография и творчество
Петрана Ламбринова (Петранка Ламбринова) е родена на 3 май 1926 г. в град Попово. През 1946 г. П. Ламбринова постъпва в изпълнителския отдел на Държавната музикална академия и учи пеене при проф. Людмила Прокопова, завършва през 1949 г. Скоро след дипломирането си е приета с конкурс в творческия състав на Държавния музикален театър, където остава до пенсионирането си през 1986 г. (на 60 г.).
Играе главна роля (Едит) в първия български игрален филм, заснет след 9 септември 1944 г. – „Калин Орелът“, с режисьор Борис Борозанов, 1950 г., в партньорство с Иван Димов, Борис Ганчев, и др. Играе главна роля (Катерина) във филма „Това се случи на улицата“ на режисьора Янко Янков, 1956 г. в партньорство с Апостол Карамитев, Жени Божинова, Любомир Шарланджиев, Андрей Чапразов, и др.
В дългогодишното си актьорско присъствие на сцената на Музикалния театър в неговите най-силни десетилетия П. Ламбринова изиграва множество централни роли, партнира си с големи актьори и певци като Тинка Краева, Минко Босев, Лили Кисьова, Видин Даскалов, Лиляна Кошлукова, Арон Аронов, и др. Има редица награди и отличия за актьорските и певческите си постижения (драматичен сопран).
Умира на 23 декември 2002 г.

## Роли
- Дениз (Мамзел Нитуш) в „Мамзел Нитуш“
- Графиня Сузана де Гранвил „Принцесата на цирка“
- Елайза Дулитъл в „Моята прекрасна лейди“
- Силва и Цилика в „Царицата на чардаша“ (в различни постановки на оперетата)
- Адела, Ана Главари и принц Орловски във „Веселата вдовица“ (в три поредни постановки на оперетата)
- Чанита в „Целувката на Чанита“
- Любаша в „Севастополски валс“
- Оливия в „Дванадесета нощ“

Играе и в оперетите „Аршин Мал Алан“, „Волният вятър“, „Бел Ами“, „Българи от старо време“, „Време за любов“, „Младостта на маестрото“ и др.

## Филмография
- Калин Орелът (1950) – Едит
- Това се случи на улицата (1955) – лаборантката Катерина Ковачева